# 王應元 (淶州)
王應元（？—？），字石臺，直隸淶州人，明朝政治人物。

## 生平
萬曆十年（1582年）壬午科順天鄉試舉人。萬曆二十年（1592年），登壬辰科第三甲第二百十六名進士，仕至承天知府。

## 家族
曾祖王釗；祖父王著；父王璧。